# Амвросий (Яаскеляйнен)
Митрополи́т Амвро́сий (фин. Metropoliitta Ambrosius, в миру Ри́сто Та́пани Яа́скеляйнен, фин. Risto Tapani Jääskeläinen; род. 10 августа 1945, Тохмаярви, Финляндия) — епископ Финляндской архиепископии Константинопольского патриархата на покое, бывший митрополит Хельсинкский (2002—2018).

## Биография
Родился 10 августа 1945 года в Тохмаярви, в Финляндии, в лютеранской семье.
В 1964 году окончил лицей в Йоэнсуу. В 1968 году окончил Хельсинкский университет со степенью бакалавра богословия (позднее получил степень магистра).
В 1972 году получил степень бакалавра (позднее — магистра) политических наук Хельсинкского университета.
С 1967 по 1968 годы работал директором евангелическо-лютеранского колледжа в Нурмесе, а с 1969 по 1970 годы был лектором в финской православной семинарии в Куопио.
В 1969 году принял ординацию в сан лютеранского священника Евангелическо-лютеранской церкви Финляндии.
С 1969 года занимался научными изысканиями в Соединённых Штатах; с 1969] по 1970 годы — в Венгрии; с 1971 по 1974 годы — в Великобритании (Кембриджский университет, магистр); в 1979 году — в Советском Союзе, а с 1986 по 1987 годы вторично в Соединённых Штатах.
В годы учёбы в Кембридже познакомился с церковной жизнью англиканской церкви, которую считал близкой Православию. Определённое влияние на него оказало также знакомство с митрополитом Антонием (Блумом), епископом Каллистом (Уэром) и православными студентами из Кипра.
С 1974 года работал лектором в Университете Йоэнсуу, а с 1975 по 1976 годы состоял в должности помощника профессора.

### Переход в Православие
В 1975 году вышел из евангелическо-лютеранской церкви Финляндии и в 1976 году архиепископом Павлом (Олмари) через таинство миропомазания присоединён к Православию.
В Ново-Валаамском монастыре был пострижен в начальную степень монашества — рясофор с наречением имени Христофор. В 1979 году в том же монастыре пострижен в монашество с именем Амвросий и последовательно рукоположён во иеродиакона и иеромонаха.
С 1977 по 1988 годы исполнял в монастыре послушание эконома, а с 1986 по 1988 годы — заместителя настоятеля.
В 1986 году архиепископом Павлом (Олмари) был возведён в сан архимандрита.

### Епископское служение
В 1988 году был избран епископом Йоэнсууйским, викарием Карельской архиепископии. 20 ноября 1988 года митрополит Гельсингфорсский Тихон (Тайякка) и митрополит Оулуский Лев (Макконен) совершили хиротонию архимандрита Амвросия в сан епископа.
Митрополит Амвросий явился одним из проводников идеи открытия на территории Эстонии параллельной церковной структуры Константинопольского Патриархата — Эстонской Апостольской Православной Церкви, что породило острый конфликт между двумя Церквами. В течение десяти лет клирики Московского патриархата не сослужили с митрополитом Амвросием и только лишь в 2004 году общение было возобновлено.
В мае 1996 года был избран митрополитом Оулусским.
С 1996 года состоит членом Церковного Правления Финляндской архиепископии, а с 1999 по 2001 годы представлял Финляндскую архиепископию в межправославной комиссии в ВСЦ в Женевае.
В 2002 году избран митрополитом Гельсингфорсским.
Одновременно с церковным служением, c 1992 года состоит в совете директоров корпорации «Tulikivi», в которой был избран Председателем Правления.
Также официально состоит членом влиятельного клуба «Ротари Интернешнл», который многие причисляют к масонству, в связи с чем архиепископ Лев (Макконен) неоднократно выражал своё порицание.
С 2004 года митрополит Амвросий является Председателем правления Фонда «Центр финской православной культуры „София“». В 2006 году правление Фонда выкупило здания административно-гостиничного комплекса «София» у банковской группы OP-Pohjola в районе Каллвик в Хельсинки и с 2007 года приступило к коммерческой эксплуатации комплекса, в котором разместились также канцелярия, управление и архив управляющего Гельсингфорсской митрополии.
В 2005 году митрополит Амвросий выступил с предложение «ввести евхаристическое общение между Православной и лютеранской церквами», что встретило критику в Русской православной церкви.
1 марта 2015 года во время воскресного богослужения в Успенском соборе Хельсинки, в алтарь храма была приглашена лютеранский епископ-женщина Ирья Аскола, имя которой официально упоминалось во время службы. В этой связи архиепископ Лев (Макконен) выразил своё несогласие, а Синод Константинопольского патриархата обсуждал инцидент на своём заседании 17-20 марта, запросив у митрополита Амвросия дополнительных разъяснений. Но митрополит Амвросий, тем не менее, остался на своем посту, сказав, что он не сделал ничего плохого, будучи верным духу экуменизма.
В 2016 году заявил о намерении уйти в отставку до конца 2017 года. С 1 января 2018 года ушёл на покой. На сайте Финляндской Православной Церкви где была размещена новость об этом, митрополит Амвросий и его деятельность в целом оценивается положительно, но признаётся, что «все годы его архиерейства митрополита Амвросия упрекали за пренебрежение православной традицией, излишних педалировании экуменизма и литургического творчества. Его тесные связи с представителями мира бизнеса, политики, медии и искусства вызывали нарекания, да и самого его подозревали в преследовании чрезмерных целей: как и валаамские проекты 1980-х, Культурный центр „София“ вызывал шквал критики». Несмотря на уход на покой, митрополит Амвросий намерен продолжить работу с церковными фондами, участвовать в публичных дискуссиях на разных форумах и тратить больше времени на писательскую деятельность.